# Васильев, Валерий Борисович
Вале́рий Бори́сович Васи́льев (21 ноября 1927 — 3 июня 2001, Санкт-Петербург) — советский и российский пианист, педагог, лауреат Международного конкурса пианистов им. Ференца Листа. Заслуженный артист РСФСР (1965). Член КПСС с 1968 года.
Ученик Г. Г. Нейгауза и П. А. Серебрякова.
С 1951 являлся артистом Ленинградской филармонии, с 1957 — Ленконцерта.
С 1950 г. преподавал в музыкальной школе-десятилетке (ССМШ им. Н. А. Римского-Корсакова) при Петербургской (Ленинградской) консерватории. Заслуженный артист РСФСР (1965). Гастролировал за рубежом. 1-я премия на Международном конкурсе музыкантов-исполнителей (Прага, 1950); лауреат Международного конкурса им. Ф. Листа (Будапешт, 1956).
Среди учеников — София Ялышева, Павел Егоров.